# Яблоков, Илья Александрович
Илья Александрович Яблоков (англ. Ilya Yablokov; род. 1984, Томск) — российский и британский учёный, специалист по теориям заговора и медиаэксперт. Кандидат исторических наук, PhD в области славистики, преподаватель Шеффилдского университета. Автор книги «Русская культура заговора».

## Биография
Родился в 1984 году в Томске.
В 2006 году закончил Томский государственный университет (ТГУ).
В 2008—2009 году учился в магистратуре в Центрально-Европейском университете у профессора Майкла Лоренса Миллера (англ. Michael Laurence Miller), написал дипломную работу о конспирологических аспектах в образе израильского лобби в США.
В 2010 году защитил в ТГУ диссертацию кандидата исторических наук по теме «Теория заговора и современное историческое сознание (на примере американской исторической мысли)». В 2011 году работал в ТГУ учебным ассистентом.
В 2011—2014 годах обучался в аспирантуре в Манчестерском университете по программе российских и восточноевропейских исследований, исследовал теории заговора в России после 1991 года. Защитил диссертацию доктора философии (PhD), на основе которой в 2018 году написал монографию «Fortress Russia : conspiracy theories in post-Soviet Russia» (в 2020 году вышел её русский перевод «Русская культура заговора»).
В 2015—2023 годах преподавал в Лидсском университете в области российских и восточноевропейских исследований.
В 2017—2019 годах совместно с Элизабет Шимпфёссль (англ. Elisabeth Schimpfossl) получил от Британской академии грант на исследования по теме «Самоцензура в постсоциалистических странах».
С 2021 года работает в Школе журналистики, СМИ и коммуникаций Шеффилдского университета, преподаёт цифровую журналистику и дезинформацию.

## Научная деятельность
Сфера научных интересов:
- дезинформация, в особенности теории заговора, стратегии дезинформации, политическая коммуникация и пропаганда, дезинформация в цифровых СМИ;
- журналистика в постсоциалических странах, в особенности медиа-элиты этих стран, (само)цензура в этих странах, российская и постсоветская журналистика, а также пропаганда, дезинформация и освещение новостей в авторитарных режимах[6].

Публиковался в научных журналах Journalism, European Journal of Communication, Russian Review, Politics, Participations, Demokratizatsiya и Nationalities Papers.

## Общественная деятельность
Писал для изданий The New York Times, The Washington Post, Forbes, Politico, Eurozine, Аль-Джазира, Meduza, openDemocracy, The Moscow Times и The Conversation.

## Публикации
Книги:
- Fortress Russia : conspiracy theories in post-Soviet Russia = Крепость «Россия»: теории заговора в постсоветском мире. — Cambridge : Polity Press, 2018. — ISBN 9781509522651.
- Русская культура заговора: Конспирологические теории на постсоветском пространстве. — Альпина нон-фикшн, 2020. — 431 с. — ISBN 9785001391777.
- Russia Today and Conspiracy Theories: People, Power, Politics on RT = Russia Today и теории заговора: люди, власть, политика на RT. — Routledge, 2023. — ISBN 9780367697013.

## Награды
- Премия Британской ассоциации славянских и восточноевропейских исследований[англ.] (2015) за лучшую рецензируемую статью от аспиранта[7].
- Лонг-лист премии «Просветитель» (2020) — книга «Русская культура заговора»[8].